# توروخان
توروخان (انگلیسی: Turukhan) یک رودخانه در سرزمین کراسنویارسک کشور روسیه است.